# ホレイショ・アルジャー
ホレイショ・アルジャー・ジュニア（Horatio Alger, Jr., 1832年1月13日 - 1899年7月18日）は、19世紀のアメリカ合衆国の小説家。130編以上のダイムノヴェルを著した。

## 解説
アルジャーの作品の多くは、「ボロ着から富へ（Rags-To-Riches）」の物語と形容される。その内容は、落ちぶれた少年達であっても、努力・勇気・決断などを通じて富と成功のアメリカンドリームを実現させることができるということを描いている。彼は、アメリカの文化的・社会的理想像の歴史の中で重要な人物と位置づけられている。
アルジャーの小説は、しばしば反復的ではあるものの、今なお有名である。彼の小説がベストセラーであった頃には、その人気はマーク・トウェインの小説に匹敵するほどであったという。「金ぴか時代」のアメリカン・ドリームが形を成した時代、アルジャーの作品は社会の縁で生活していた多くの若者達に、輝かしい未来への希望を与えた。

## 生涯

### 前半生
アルジャーはマサチューセッツ州チェルシー（現在のリヴィア）の厳格なユニテリアン派の牧師の子として生まれ、父親は彼に自分の後を継いで聖職につくことを望んでいた。彼はハーバード大学に入学し、いつか詩人になりたいと考えながらヘンリー・ワズワース・ロングフェローの下で学んだ。卒業後、彼はジャーナリストや教師として働いた。
南北戦争中に気管支喘息のため軍隊（北軍）に参加できず、彼はヨーロッパへの旅行に行き、そこで彼は最終的に聖職につくことを決意し、ハーバード神学校に入学した。1860年、牧師となったアルジャーはコッド岬にあるブルースター（Brewster）の町のユニテリアン教会第1教区の聖職者となったが、1866年に突然、名目上は文筆を職業とするためにニューヨークへ移動する。アルジャーの死後に開示された教会の記録には、彼が教区の10代の少年数人と少年愛の関係をもったとして遠回しに解雇されたということが暗示されている（そのため、北アメリカ少年愛協会のニューヨーク支部には彼の名前が付けられている）。
アルジャーが後半生に書いた詩、「修道士アンゼルモの罪」（Friar Anselmo's Sin）は彼の自伝のようにもとれる。その詩はこのように始まる。
Friar Anselmo (God's grace may he win)
Committed one sad day a deadly sin.
...
（修道士アンゼルモは(彼は神の恩寵を得るだろう)/ある悲しい日に致命的な罪を犯した/…）
この詩は修道士が傷ついた旅人達を助けるために尽くしたということを物語る。そして詩の終わりは、
Thy guilty stains shall be washed white again,
By noble service done thy fellow-men.
（この罪深い汚れは再び洗い清められるであろう/彼の仲間達への気高い行いによって。）

### 作家となる
ニューヨークへの移動はアルジャーの生涯のターニングポイントとなった。彼はすぐに、貧乏な靴磨き、新聞配達、行商などの少年達を助ける仕事にのめり込み、サムという名の中国移民の少年を保護したことすらあった（サムは数年後に交通事故で死亡している）。この社会が、アルジャーが家で受けていた質素な価値観と合わさって、彼の最初の小説「ボロ着のディック」（Ragged Dick, 1867年）の基盤を形作った。この本はすぐさま大成功を収め、拍車がかかったように、「幸運と勇気」（Luck and Pluck, 1869年）や「ボロ着のトム」（Tattered Tom, 1871年）など数多くの続編や類似した物語が執筆された。それら作品のテーマは全て同じ：ボロ着から富への立身である。事実このテーマは、幸運・勇気・美徳によって成功を収めたアルジャー自身と同義となったのである。

### 作品の主題
本質的には、アルジャーの小説は全て同じもの—若い少年が貧困から脱出するために必死で重労働をする物語—だといえる。しかし批評家は以下の点を良く指摘する。すなわち、少年を不運から救うのは重労働そのものではなく、むしろ勇敢さや正直さからくる非凡な行動であり、そのことが少年を、やがて彼を保護してくれることとなる裕福な年配の紳士と巡り合わせるのだというのである。少年は失われた多くのお金を取り戻すかもしれないし、横転した乗り物から誰かを助け、そのことで裕福な人物の興味を引くかもしれない。アルジャーが自分の作品で少年達を描くことを選んだ背景には、彼自身の切望にも近い少年愛の感情が反映されているのではないかといわれている。

### その後
その注目に値する文学作品の出版量に反して、アルジャーは文筆活動で裕福になることは決してなかった。彼は自分のお金のほとんどを路上生活者の少年達に与えており、いくぶんかは実際、彼が助けようとしていた少年達によって、彼の収入からかすめ取られていたのである。とはいえ、1899年にアルジャーが亡くなった時、彼の作品は事実上アメリカの全ての家庭や図書館で見かけられるようになっていた。今日では彼の本はかつてほど有名ではないが、それらの残した道徳的メッセージは、20世紀におけるアメリカンドリーム発展の重要な要素となったのである。
アルジャーは晩年、マサチューセッツ州ネイティックに住む姉妹オーガスタと共に暮らしていた。彼女はヴィクトリア朝の厳格な雰囲気下でのスキャンダルを避けるため、アルジャーの個人的な資料を全て破棄している。
1947年以降、ホレイショ・アルジャー協会（Horatio Alger Association）が毎年「社会の中で、逆境に面しながら成功を収めた傑出した人物」に対しての賞と、「若者達に、勇気と忍耐をもって夢を追うことを奨励する」ための奨学金を贈呈している。

## 著作（日本語訳）
- 秘密の小箱（刈田元司訳、（世界名作全集170）講談社 1960年）

原題「ルーク・ラーキンの幸運」(Struggling Upward or Luke Larkin's Luck, 1886)
- 成功物語―ボロ着のディックー（大呂義雄・島村馨訳、（太陽選書27）太陽社 1975年）
- ぼろ着のディック（畔柳和代訳、「アメリカ古典大衆小説コレクション」松柏社 2006年）、ISBN 978-4775400326